# Корвинска библиотека
Матија Корвин (23. фебруар 1443 — Беч, 6. април 1490) је био Угарски краљ и реформатор. Стварање Корвинске библиотеке (лат. Bibliotheca Corviniana) je започело шездесетих година 15. века, када је на двор дошао Галеото Марцио, хуманиста. Сматра се и да је његова супруга, Беатрис Арагонска, подстакла својим примером Корвина да сакупља и купује књиге. Иако стварање библиотеке није било нешто ново, с обзиром да је сваки већи манастир имао своју библиотеку (нпр. манастир светог Гала у Швајцарској), стварање приватне библиотеке носио је одређени престиж. Корвин је био велики поклоник књиге, иако се не зна његово тачно образовање, познато је да је био упознат са проучавањима звезда и неба. После смрти астронома Региомонтануса у Нирнбергу, 1478. године је послао своје изасланике да откупе његове књиге. То је утицало да се на угарском двору отвори астрономска опсерваторија коју је водио Мартин Билица (Martin Bylica, 1433—1493).

## Библиотечка колекција
Збирка књига је рапидно расла, и у кратком времену је достигла 2000—2500 примерака. Због тога краљ Корвин је планирао изградњу засебне зграде за библиотеку, али га је у томе спречила смрт 1490. године, те је колекција остала на Будимском двору. У библиотеци су се налазиле штампане књиге украшене од стране мајстора из Фиренце — Атавантеа (Attavante degli Attavanti, 1452—1525), браће Герарда и Монта дел Флора (Gherardo di Giovanni di Miniato del Flora, 1445—1497; Monte del Flora, 1448—1549), које је Корвин лично ангажовао. Атаванте је украсио „Мисал” за богослужбене потребе, који се данас налази у Краљевској библиотеци у Бриселу. Корвин је спомињао Курцијев „Живот и дело Александра Великог” и Цезарове „Галске ратове” као своје омиљене књиге.
Библиотека, поред 2000—2500 већ споменутих примерака, била је допуњена са:
- 50-60 књига из личне библиотеке краљице Беатрисе
- 50-100 књига илустрованих литургијских књига из краљевске капеле
- 600—800 књига у оквиру теолошког схоластичког кружока ког је Матија Корвин основао
- око 500 реквирираних књига из библиотеке Јаноша Витеза
- око 200 реквирираних књига из библиотеке Јануса Панонијуса

Списку би требало додати и књиге затечене на двору Хабзбурговаца које је Корвин послао у Угарску после освајања Беча, али нажалост не зна се њихов тачан број. Према грубим проценама укупан фонд је између 4000 и 5000 књига.
Од Бонфинија краљ Матија добио је на поклон његово дело „Порекло породице Корвинових” и дела хеленских аутора преведених на латински: „Реторику” Хермогена ис Тарса, „Припремна вежбања” ретора Афтонија Антиохијског и „Историју царства до смрти Марка Аурелија” од Херодијана Сиријског.

### Запис Налда Налдија
О фонду такође говори и запис у виду поеме коју је саставио Налдо Налди (Naldo Naldi), члан Платонске академије. Улогу у томе је имао Тадео Уголето, библиотекар на двору Хуњадијевих, који је наручио каталошки попис књига од Налдија.
У првом одељку се описује сама палата у којој је била смештена библиотека. Према Налдију, у питању су две просторије на првом спрату. У већој просторији (површине 8 х 10 метара), свештене су све књиге на латинском језику, а у другој мањој, преведена дела грчких и источњачких аутора.
Други одељак поеме садржи попис хеленских аутора објављених на латинском језику, трећи списак римских, а четври хришћанских аутора.

## Уништење библиотеке
Развој библиотеке напредовао је полако све до када је Угарска 1526. године код Мохача пала под османлијама. По доласку Османлија библиотека је већином уништена и више од једне трећине непроцењивих рукописа и књига спаљено. За уништење библиотеке су заслужни поред Турака и сами Угари, пошто су Будим засипали ватреним куглама да би растерали Турке.